# Euphorbia taboraensis
Euphorbia taboraensis är en törelväxtart som beskrevs av A.Hässl.. Euphorbia taboraensis ingår i släktet törlar, och familjen törelväxter.
Artens utbredningsområde är Tanzania. Inga underarter finns listade i Catalogue of Life.